# Rabindranath Tagore
Rabindranath Tagore (em bengali:  রবীন্দ্রনাথ ঠাকুর; Calcutá, 7 de maio de 1861 – 7 de agosto de 1941), alcunha Gurudev, foi um polímata bengali. Como poeta, romancista, músico e dramaturgo, reformulou a literatura e a música bengali no final do século XIX e início do século XX. Como autor de Gitânjali, que em português se chamou "Oferenda Lírica" e seus "versos profundamente sensíveis, frescos e belos", sendo o primeiro não-europeu a conquistar, em 1913, o Nobel de Literatura. As canções poéticas de Tagore eram vistas como espirituais e mercuriais; no entanto, sua "prosa elegante e poesia mágica" permanecem amplamente desconhecidas fora de Bengala. Ele é às vezes referido como "o Bardo de Bengala". Tagore foi talvez a figura literária mais importante da literatura bengali. Foi um destacado representante da cultura hindu, cuja influência e popularidade internacional talvez só poderia ser comparada com a de Gandhi, a quem Tagore chamou 'Mahatma' devido a sua profunda admiração por ele.
Um brâmane pirali de Calcutá, Tagore já escrevia poemas aos oito anos. Com a idade de dezesseis anos, publicou sua primeira poesia substancial sob o pseudônimo Bhanushingho ("Leão do Sol") e escreveu seus primeiros contos e dramas em 1877. Como humanista, universalista, internacionalista e ardente antinacionalista, denunciou o Raj britânico e advogou a sua independência da Grã-Bretanha. Como expoente do Renascimento de Bengala, ele avançou um vasto cânone que incluía pinturas, esboços e rabiscos, centenas de textos e cerca de duas mil músicas; seu legado também permanece na instituição que ele fundou, a Universidade Visva-Bharati.
Tagore modernizou a arte bengali desprezando as rígidas formas clássicas. Seus romances, histórias, canções, danças dramáticas e ensaios falavam sobre temas políticos e pessoais. Gitanjali (Ofertas de Música), Gora (Enfrentamento Justo) e Ghare-Baire (A Casa e o Mundo) são suas mais conhecidas obras. Seus versos, contos e romances foram aclamados por seu lirismo, coloquialismo, naturalismo e contemplação. Tagore foi talvez o único literato que escreveu hinos de dois países, Bangladesh e Índia: Hino nacional de Bangladesh e Jana Gana Mana. O hino nacional do Sri Lanka foi inspirado por seu trabalho.

## Biografia

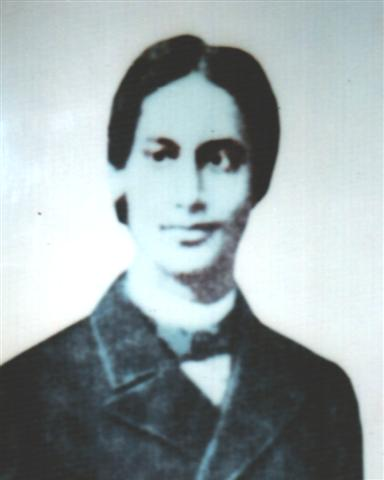
Na Inglaterra, em 1879

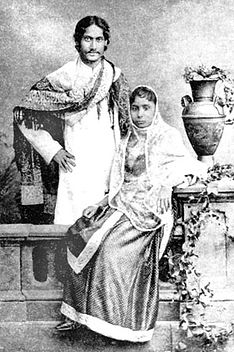
Tagore e Mrinalini Devi, 1883

O mais novo de treze filhos sobreviventes, Tagore nasceu na mansão Jorasanko em Calcutá, filho de pais Tagore Debendranath (1817–1905) e Sarada Devi (1830–1875). Os patriarcas da família Tagore eram os brâmanes fundadores da fé Adi Darma. Ele foi educado na maior parte do tempo por criados, uma vez que sua mãe morreu quando ele tinha poucos anos de vida e seu pai viajava muito. Tagore frequentou pouco o ensino regular, preferindo perambular pela mansão ou por devaneios próximos: Bolpur, Panihati e outros. Após sua iniciação upanaiana aos onze anos, Tagore deixou Calcutá em 14 de fevereiro de 1873 para uma viagem pela Índia com seu pai por vários meses. Eles visitaram o estado de seu pai, e pararam em Amritsar antes de chegar à estação do monte Himalaia de Dalhousie. Lá, o jovem "Rabi" leu biografias e foi educado em casa em história, astronomia, ciência moderna e sânscrito e analisou a poesia de Kālidāsa. Finalizou grandes obras em 1877, inclusive uma série de dez canções (publicadas pela Visva Bharati University no vol. 21 de sua obra musical completa), cujos textos foram escritos no estilo maithili iniciado séculos antes por Vidyapati. Publicado sob pseudônimo, os estudiosos aceitaram-nas como as obras perdidas de Bhānusiṃha, um poeta Vaiṣṇava do século XVII recém-descoberto. Escreveu "Bhikharini" (1877), "A Mulher Pedinte", o primeiro conto em língua bengali e Sandhya Sangit (1882) — incluindo o famoso poema "Nirjharer Swapnabhanga" ("O Vigor da Cachoeira").
Estudou Direito na Inglaterra de 1878 a 1880. Retornando ao país em 1890 para administrar propriedades agrícolas da família, dedica-se ao desenvolvimento da agricultura e a projetos de saúde e educacionais. Com formação filosófica, chega a criar uma escola em 1901, dedicada ao ensino das culturas e filosofias ocidentais e orientais. Sua obra poética compreende uma coleção de três mil poemas em língua bengali sobre temas religiosos, políticos e sociais.
A obra em prosa, orientada por preocupações humanistas, é extensa. Inclui oito novelas, 50 ensaios e contos.
Como músico, compôs cerca de duas mil canções num estilo próprio conhecido como "rabindra-sangita", no qual fundiu a música clássica indiana (sobretudo a hindustani) com as tradições folclóricas de diferentes partes da Índia, mas sobretudo de sua terra natal, Bengala. No campo da música pode-se afirmar que foi um inovador, já que procurou expressar musicalmente as cores e sutilezas de seus versos inspirados. Segundo Arnold Bake "em suas composições, Tagore trouxe de volta o sentido do significado e da importância das palavras, afastando-a dos floreios e ornamentos para o seu próprio bem". Assim, enquanto na música clássica hindustani as palavras possuem um papel subsidiário e o raga se desenvolve através de improvisações que por vezes tornam o texto incompreensível, no estilo de Tagore as regras de prosódia são sempre seguidas e os ornamentos vocais são discretos, para que o sentido do texto não deixe de ser compreendido. Essa foi aliás uma das preocupações do jovem Rabindranath que já em 1881, recém-chegado da Inglaterra, ansiava por um maior entrelaçamento entre poesia e música, tal como demonstrou em sua palestra "Songit o Bhab" (Música e Emoção), publicada posteriormente numa coletânea de artigos sobre música intitulada "Pensamento Musical" (Songit Cinta).
Em 1901, Tagore mudou-se para Santiniketan para fundar um ashram com uma sala de orações de piso em mármore — O Mandir — uma escola experimental, bosques de árvores, jardins, uma biblioteca. Lá sua esposa e dois de seus filhos morreram. Seu pai morreu em 1905. Ele recebeu pagamentos mensais como parte de sua herança e renda do marajá de Tripura, das vendas de joias de sua família, de seu bangalô à beira-mar em Puri e um irrisória soma de 2000 rúpias em royalties de livros. Ele ganhou leitores bengalis e estrangeiros; ele publicou Naivedya (1901) e Kheya (1906) e traduziu poemas em versos livres.
No campo de sua produção literária, o volume de poesias mais conhecido é Oferenda Poética (1913–1915). Seus últimos trabalhos, entre eles Cantos Musicais (1910), são classificados dentro do Simbolismo.
Tagore participou do movimento nacionalista indiano e era amigo pessoal de Mahatma Gandhi que o chamou de Sentinela da Índia. Como escritor, tornou-se famoso na Índia já nos primeiros anos de carreira, alcançando notoriedade no Ocidente quando da publicação de seus textos traduzidos para o inglês, muitos deles pelo próprio autor. Tagore ganhou a admiração de escritores como William Butler Yeats, que assinou a apresentação de seu livro Gitangali em sua edição britânica.
Em 1913, torna-se o primeiro escritor asiático a ser agraciado com o Prêmio Nobel de Literatura. A Academia Sueca apreciou a natureza idealista — e para os ocidentais — acessível de um pequeno corpo de seu material traduzido focado no Gitanjali: Ofertas de Música de 1912. Ele foi premiado com o título de cavaleiro pelo Rei George V no 1915 Birthday Honours, mas Tagore renunciou-o em 1919 após o massacre de Jallianwala Bagh, como forma de protesto contra a política britânica em relação ao Punjab. Após isso, Tagore escreveu em uma carta endereçada a lorde Chelmsford, o então vice-rei britânico da índia: "A severidade desproporcional das punições infligidas às pessoas infelizes e os métodos de realizá-las, estamos convencidos, não têm paralelo na história de governos civilizados … Chegou a hora em que os distintivos de honra deixam nossa vergonha brilhar em seu incongruente contexto de humilhação, e eu, de minha parte, desejo permanecer de pé, destituído de todas as distinções especiais, ao lado dos homens do meu país".

Nossas paixões e desejos são indisciplinados, mas nosso caráter subjuga esses elementos em um todo harmonioso. Algo semelhante a isso acontece no mundo físico? Os elementos são rebeldes, dinâmicos com impulso individual? E existe um princípio no mundo físico que os domina e os coloca em uma organização ordenada?

— Entrevistado por Einstein, 14 de abril de 1930.
Entre 1878 e 1932, Tagore pisou em mais de trinta países nos cinco continentes. Em 1912, ele levou um maço de suas obras traduzidas à Inglaterra, onde ganhou a atenção do missionário e protegido de Gandhi Charles F. Andrews, do poeta irlandês William Butler Yeats, de Ezra Pound, Robert Bridges, Ernest Rhys, Thomas Sturge Moore e outros. Yeats escreveu o prefácio da tradução em inglês do Gitanjali; Andrews juntou-se a Tagore em Santiniketan. Em novembro de 1912, Tagore começou a excursionar os Estados Unidos e o Reino Unido, permanecendo em Butterton, Staffordshire com os amigos do clero de Andrews. De maio de 1916 até abril de 1917, ele palestrou no Japão e nos Estados Unidos. Ele denunciou o nacionalismo. Seu ensaio "Nacionalismo na Índia" foi desprezado e elogiado; foi admirado por Romain Rolland e outros pacifistas.
Pouco depois de voltar para casa, Tagore, aos 63 anos, aceitou um convite do governo peruano. Ele viajou para o México. Cada governo prometeu 100 mil dólares para sua escola para comemorar as visitas. Uma semana depois de sua chegada em Buenos Aires, em 6 de novembro de 1924, um Tagore doente mudou-se para a Villa Miralrío a mando de Victoria Ocampo. Ele partiu para casa em janeiro de 1925. Em maio de 1926, Tagore chegou a Nápoles; no dia seguinte ele conheceu Mussolini em Roma. O seu relacionamento caloroso terminou quando Tagore se pronunciou sobre a finesse fascista do Il Duce. Para promover uma imagem positiva de seu regime, Mussolini havia tentado realizar uma artimanha em atrair a figura pacifista de Tagore, financiando um intercâmbio e cátedra para Carlo Formichi, um professor italiano de indologia amigo de Tagore. Tagore então se entusiasmara e desejou expressar gratidão em um encontro com Mussolini: "Sem dúvida, ele é uma grande personalidade. Há um vigor tão grande naquela cabeça que lembra um dos cinzéis de Michael Angelo". Requisitado por um jornalista fascista alguns versos a serem publicados, Tagore escreveu: "Deixe-me sonhar que, do banho de fogo, a alma imortal da Itália sairá vestida de luz inabalável". Sofrendo diversas críticas de jornais italianos e repercussão da imprensa europeia, ele explicou: "Não tive oportunidade de estudar a gênese ou as atividades do movimento fascista e não expressei nenhuma opinião sobre isso. De fato, na maioria das minhas entrevistas, tive o cuidado de explicar que não tinha competência para dizer nada a favor ou contra o fascismo, sem tê-lo estudado", e sua impressão positiva do encontro com Mussolini acabou quando a Itália invadiu a Abissínia e outros estados mediterrâneos.

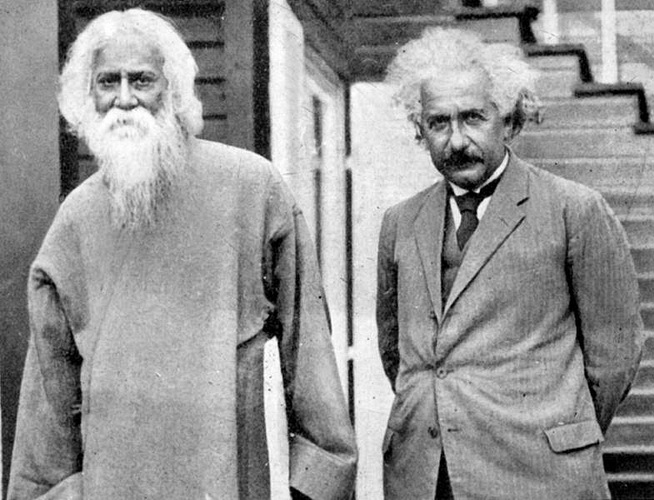
Rabindranath com Einstein em 1930

Em 1º de novembro de 1926, Tagore chegou à Hungria e passou algum tempo às margens do Lago Balaton, na cidade de Balatonfüred, recuperando-se de problemas cardíacos em um sanatório. Ele plantou uma árvore e uma estátua de busto foi colocada lá em 1956 (um presente do governo indiano, o trabalho de Rasithan Kashar, substituído por uma estátua recém-talentosa em 2005) e o passeio à beira-lago ainda leva seu nome desde 1957.
Em 14 de julho de 1927, Tagore e dois companheiros iniciaram uma excursão de quatro meses pelo sudeste da Ásia. Eles visitaram Bali, Java, Kuala Lumpur, Malaca, Penang, Siam e Cingapura. Os relatos de viagem resultantes compõem Jatri (1929). No início de 1930, ele deixou Bengala para uma turnê de quase um ano na Europa e nos Estados Unidos. Ao retornar à Grã-Bretanha — e como suas pinturas foram exibidas em Paris e Londres — ele se alojou em um assentamento Quaker em Birmingham. Ele escreveu seu Hibbert Lectures de Oxford e falou no encontro anual Quaker de Londres. Lá, abordando as relações entre os britânicos e os indianos — um tópico que ele abordaria repetidamente ao longo dos próximos dois anos — Tagore falou de um "abismo escuro de indiferença". Ele visitou Aga Khan III, permaneceu em Dartington Hall, visitou a Dinamarca, a Suíça e a Alemanha de junho a meados de setembro de 1930, depois passou para a União Soviética. Em abril de 1932, Tagore, intrigado pelo místico persa Hafez, visitou o Irã foi recebido por Reza Shah Pahlavi. Em suas outras viagens, Tagore interagiu com Henri Bergson, Albert Einstein, Robert Frost, Thomas Mann, George Bernard Shaw, H. G. Wells e Romain Rolland. As visitas à Pérsia e ao Iraque (em 1932) e ao Sri Lanka (em 1933) compuseram a última digressão estrangeira de Tagore, e a sua aversão ao comunalismo e ao nacionalismo só se aprofundou. O vice-presidente da Índia, M. Hamid Ansari, disse que Rabindranath Tagore anunciou a reaproximação cultural entre comunidades, sociedades e nações muito antes disso se tornar a norma liberal de conduta. Tagore era um homem à frente de seu tempo. Ele escreveu em 1932, durante uma visita ao Irã, que "cada país da Ásia resolverá seus próprios problemas históricos de acordo com sua força, natureza e necessidades, mas a lâmpada que cada um levará em seu caminho para o progresso convergirá para iluminar o raio comum de conhecimento".

## Anos de crepúsculo: 1932–1941
Nuvens vêm flutuando em minha vida, não mais para carregar chuva ou tempestade, mas para adicionar cor ao meu céu do por do sol.

— Verso 292, Aves Soltas, 1916.

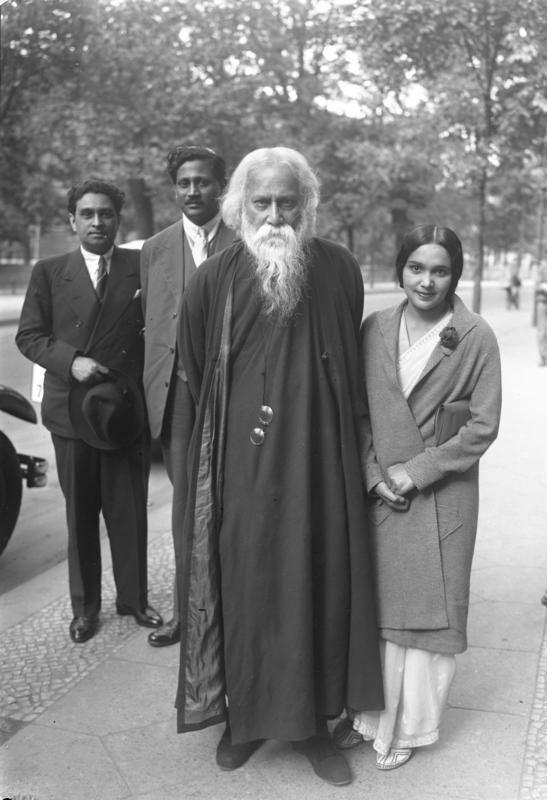
Alemanha, 1931

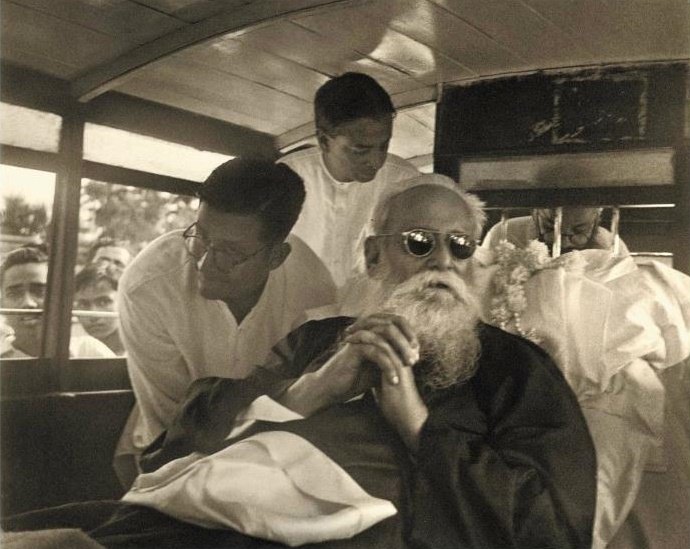
Última foto de Rabindranath, 1941

Dutta e Robinson descrevem esta fase da vida de Tagore como sendo a de um "literato peripatético". Ela afirmou sua opinião de que as divisões humanas eram superficiais. Durante uma visita em maio de 1932 a um acampamento beduíno no deserto do Iraque, o chefe da tribo disse a ele que "nosso profeta disse que um verdadeiro muçulmano é aquele por cujas palavras e atos os menores de seus irmãos jamais podem sofrer algum dano…" Tagore confidenciou em seu diário: "Fiquei surpreso em reconhecer em suas palavras a voz da humanidade essencial". Até o final Tagore examinou a ortodoxia — e em 1934, ele a confrontou. Naquele ano, um terremoto atingiu Bihar e matou milhares de pessoas. Gandhi aclamou-o como um karma sísmico, como uma retribuição divina, vingando a opressão dos dalits. Tagore o repreendeu por suas implicações aparentemente ignominiosas. Ele lamentou a pobreza perene de Calcutá e o declínio socioeconômico de Bengala, e detalhou essas estéticas plebeias novas em um poema de cem linhas sem rimas cuja técnica de visão dupla abrasadora prenunciava o filme Apur Sansar de Satyajit Ray. Quinze novos volumes apareceram, entre eles trabalhos de poesia em prosa Punashcha (1932), Shes Saptak (1935) e Patraput (1936). A experimentação continuou em suas canções em prosa e dramas de dança — Chitra (1914), Shyama (1939) e Chandalika (1938) — e em seus romances — Dui Bon (1933), Malancha (1934) e Char Adhyay (1934).
O âmbito de Tagore se expandiu para a ciência em seus últimos anos, como sugerido em seu Visva-Parichay, uma coleção de ensaios de 1937. Seu respeito pelas leis científicas e sua exploração da biologia, física e astronomia informaram sua poesia, que exibiu extenso naturalismo e verossimilhança. Ele teceu o processo da ciência, as narrativas dos cientistas, em histórias em Se (1937), Tin Sangi (1940) e Galpasalpa (1941). Seus últimos cinco anos foram marcados por dor crônica e dois longos períodos de doença. Estes começaram quando Tagore perdeu a consciência no final de 1937; ele permaneceu em coma e quase morreu por um tempo. Isto foi seguido no final de 1940 por uma moléstia similar, do qual ele nunca se recuperou. A poesia destes anos valetudinários está entre suas melhores. Um período de prolongada agonia terminou com a morte de Tagore em 7 de agosto de 1941, aos oitenta anos; ele estava em um quarto no andar de cima da mansão Jorasanko em que ele foi criado. A data ainda é lamentada. A. K. Sen, irmão do primeiro comissário-chefe das eleições, recebeu o ditado de Tagore em 30 de julho de 1941, um dia antes de uma operação agendada: seu último poema.

Estou perdido no meio do meu aniversário. Eu quero meus amigos, seus toques, com o último amor da terra. Eu receberei a oferta final da vida, e receberei a última bênção do ser humano. Hoje meu saco está vazio. Dei completamente o que eu tinha para dar. Em troca, se eu receber qualquer coisa - um pouco de amor, algum perdão -, então o levo comigo quando pisar no barco que cruza para o festival do fim sem palavras.

## Obras
Conhecido principalmente por sua poesia, Tagore escreveu romances, ensaios, contos, travelogues, dramas e milhares de músicas. Da prosa de Tagore, seus contos são talvez mais altamente considerados; ele é de fato creditado como tendo originado a versão em língua bengali do gênero. Seus trabalhos são frequentemente notados por sua natureza rítmica, otimista e lírica. Essas histórias geralmente emprestam da vida das pessoas comuns. A não-ficção de Tagore lidava com a história, a linguística e a espiritualidade. Ele escreveu autobiografias. Seus travelogues, ensaios e palestras foram compilados em vários volumes, incluindo o Europa Jatrir Patro (Cartas da Europa) e Manusher Dhormo (A Religião do Homem). Sua breve conversa com Einstein, "Nota sobre a natureza da realidade", é incluída como um apêndice para o último. Por ocasião do aniversário de 150 anos de Tagore, uma antologia (intitulada Kalanukromik Rabindra Rachanabali) do corpo total de suas obras está sendo publicada em Bengali em ordem cronológica. Isso inclui todas as versões de cada trabalho e preenche cerca de oitenta volumes. Em 2011, a Harvard University Press colaborou com a Universidade Visva-Bharati para publicar The Essential Tagore, a maior antologia das obras de Tagore disponível em inglês; foi editado por Fakrul Alam e Radha Chakravarthy e marca o 150º aniversário do nascimento de Tagore.

### Poesia
Quem és tu, leitor, lendo meus poemas daqui a cem anos?

Não posso enviar-te uma única flor desta riqueza da primavera, uma única faixa de ouro das nuvens.

Abre tuas portas e olha para o exterior.

Do teu jardim florescente, reúne memórias fragrantes das flores desaparecidas de cem anos antes.

Na alegria de teu coração, sente a alegria viva que cantou numa manhã de primavera, enviando sua voz alegre por cem anos.

— O Jardineiro, 1915.
Internacionalmente, Gitanjali (Bengali: গীতাঞ্জলি) é a coleção de poesia mais conhecida de Tagore, pela qual recebeu o Prêmio Nobel em 1913. Tagore foi o segundo não-europeu, depois de Theodore Roosevelt, a receber um Prêmio Nobel.
Além de Gitanjali, outras obras notáveis incluem Manasi, Sonar Tori ("Barco Dourado"), Balaka ("Gansos Selvagens" — o título é uma metáfora para as almas migratórias).
O estilo poético de Tagore, que procede de uma linhagem estabelecida pelos poetas vaishnavas dos séculos XV e XVI, vai do formalismo clássico ao cômico, visionário e extático. Ele foi influenciado pelo misticismo atávico de Vyasa e outros autores rishi dos Upanishads, o místico bhakti-sufi Kabir e Ramprasad Sen. A poesia mais inovadora e madura de Tagore incorpora sua exposição à música folclórica rural bengali, que incluía baladas Baul místicas como as do bardo Lalon. Estes, redescobertos e repopularizados por Tagore, assemelham-se aos hinos Kartābhajā do século XIX, que enfatizam a divindade interior e a rebelião contra a ortodoxia religiosa e social bhadralok burguesa. Durante seus anos Shelaidaha, seus poemas assumiram uma voz lírica dos moner manush, do "homem dentro do coração" dos Bāuls e da "força vital de seus profundos recessos" de Tagore, ou meditando sobre o jeevan devata — o demiurgo ou o "Deus vivo dentro". Essa figura está ligada à divindade por meio do apelo à natureza e à interação emocional do drama humano. Tais ferramentas viram uso em seus poemas Bhānusiṃha narrando o romance Radha-Krishna, que foram repetidamente revisados ao longo de setenta anos.

Mais tarde, com o desenvolvimento de novas ideias poéticas em Bengala — muitas delas originadas de poetas mais jovens buscando romper com o estilo de Tagore — Tagore absorveu novos conceitos poéticos, o que lhe permitiu desenvolver uma identidade única. Exemplos disso incluem África e Camalia, que estão entre os mais conhecidos de seus últimos poemas.
| “ | O homem só ensina bem o que para ele tem poesia. | ” |

### Canções (Rabindra Sangeet)
Tagore foi um prolífico compositor com cerca de 2 230 músicas em seu crédito. Suas canções são conhecidas como rabindrasangit ("Canção de Tagore"), que se funde fluentemente em sua literatura, a maioria das quais — poemas ou partes de romances, histórias ou peças semelhantes — foram liricizadas. Influenciados pelo estilo thumri da música hindustani, eles percorreram toda a gama da emoção humana, variando de seus primeiros hinos devocionais de Brahmo a composições quase eróticas. Elas imitaram a cor tonal das ragas clássicas em extensões variadas. Algumas músicas imitavam fielmente a melodia e o ritmo de uma dada raga; outras, elementos recém-misturados de diferentes ragas. No entanto, cerca de nove décimos de seu trabalho não eram bhanga gaan, o corpo de canções renovadas com "valor fresco" de seletos povos ocidentais, hindustani, bengalis e outros sabores regionais "externos" à cultura ancestral de Tagore.
Em 1971, Amar Shonar Bangla tornou-se o hino nacional do Bangladesh. Foi escrito — ironicamente — em protesto contra a Partição de Bengala de 1905, ao longo das linhas comunais: cortar a maioria muçulmana do leste de Bengala da Bengala Ocidental, dominada pelos hindus, era evitar um banho de sangue regional. Tagore via a partição como um plano astuto para deter o movimento de independência, e ele pretendia reacender a unidade bengali e asfaltar o comunalismo. Jana Gana Mana foi escrito em shadhu-bhasha, uma forma sânscrita de bengali, e é a primeira das cinco estrofes do hino Brahmo Bharot Bhagyo Bidhata que Tagore compôs. Foi cantado pela primeira vez em 1911 em uma sessão de Calcutá do Congresso Nacional Indiano e foi adotado em 1950 pela Assembleia Constituinte da República da Índia como seu hino nacional.
O Hino Nacional do Sri Lanka foi inspirado por seu trabalho.
Para os bengalis, o apelo das músicas, derivado da combinação de força emotiva e beleza descrita como superando até a poesia de Tagore, foi tal que a revista Modern Review observou que "não há em Bengala um lar culto onde as canções de Rabindranath não sejam cantadas ou pelo menos tentaram ser cantadas … Até os aldeãos analfabetos cantam suas canções ". Tagore influenciou o maestro de sitar Vilayat Khan e os sarodiyas Buddhadev Dasgupta e Amjad Ali Khan.

### Obras de arte
Aos sessenta anos, Tagore começou a desenhar e pintar; exposições bem-sucedidas de seus muitos trabalhos — que fizeram uma aparição de estreia em Paris sob o incentivo de artistas que ele conheceu no sul da França — foram realizadas em toda a Europa. Ele provavelmente era daltônico vermelho-verde, resultando em trabalhos que exibiam esquemas de cores estranhas e estética fora do padrão. Tagore foi influenciado por vários estilos, incluindo scrimshaw pelo povo Malanggan do norte da Nova Irlanda, Papua Nova Guiné, esculturas Haida da região Noroeste do Pacífico da América do Norte e xilogravuras pelo alemão Max Pechstein. Seus olhos de artista por sua caligrafia foram revelados nos leitmotivs artísticos e rítmicos simples, embelezando os rabiscos, os cruzamentos e os layouts de palavras de seus manuscritos. Algumas das letras de Tagore correspondiam em sentido sinestésico a pinturas particulares.
| “ | Cercado por vários pintores, Rabindranath sempre quis pintar. Escrita e música, dramaturgia e atuação vieram a ele naturalmente e quase sem treinamento, como aconteceu com vários outros em sua família, e em medida ainda maior. Mas a pintura lhe escapou. No entanto, ele tentou repetidamente dominar a arte e há várias referências a isso em suas primeiras cartas e reminiscências. Em 1900, por exemplo, quando já estava com quase quarenta anos e já era um escritor célebre, escreveu a Jagadishchandra Bose: "Você ficará surpreso ao saber que estou sentado com um desenho de caderno. É desnecessário dizer que as imagens não são destinadas a nenhum salão de beleza. em Paris, eles não me causam a menor suspeita de que a galeria nacional de qualquer país decidirá repentinamente aumentar os impostos para adquiri-los. Mas, assim como uma mãe esbanja muito afeto em seu filho mais feio, sinto-me secretamente atraído pela própria habilidade que vem a mim menos facilmente ". Ele também percebeu que estava usando a borracha mais do que o lápis, e insatisfeito com os resultados, ele finalmente se retirou, decidindo que não era para ele se tornar um pintor. | ” |

Tagore também tinha um olho de artista para sua própria caligrafia, embelezando os traços e layouts de palavras em seus manuscritos com leitmotivs artísticos simples.
A Galeria Nacional de Arte Moderna da Índia lista 102 obras de Tagore em suas coleções.

## Política
Então, repito que nunca podemos ter uma visão verdadeira do homem, a menos que tenhamos amor por ele. A civilização deve ser julgada e apreciada, não pela quantidade de poder que desenvolveu, mas pelo quanto ela evoluiu e expressou, por meio de suas leis e instituições, o amor à humanidade.

— Sādhanā: The Realisation of Life, 1916.

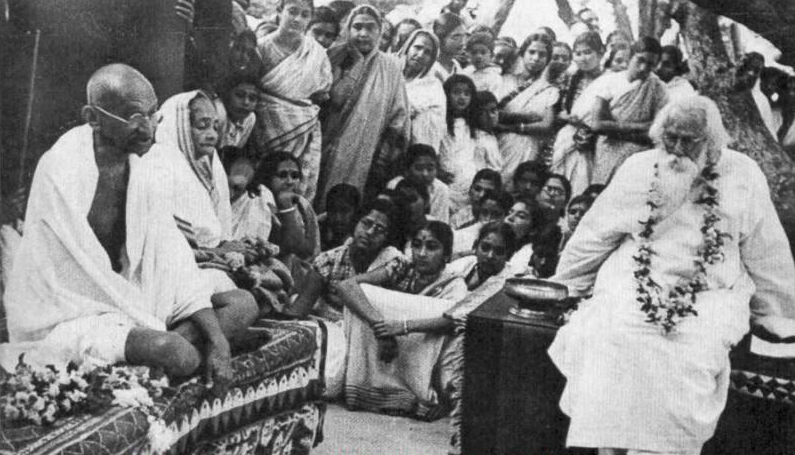
Tagore recebe Gandhi e sua esposa Kasturba em Santiniketan, em 1940

Tagore se opôs ao imperialismo e apoiou os nacionalistas indianos, e essas visões foram reveladas pela primeira vez em Manast, que foi composta principalmente em seus vinte anos. Evidências produzidas durante o Julgamento da Conspiração Hindu-Alemã e relatos posteriores afirmam sua consciência sobre os ghadaritas, e declararam que ele buscou o apoio do Primeiro-Ministro Japonês Terauchi Masatake e do ex-primeiro-ministro Ōkuma Shigenobu. No entanto, ele satirizou o movimento Swadeshi; repreendeu-o em The Cult of the Charkha, um ensaio ácrido de 1925. Ele pediu às massas que evitassem a vitimologia e, em vez disso, buscassem a autoajuda e a educação, e ele viu a presença da administração britânica como um "sintoma político de nossa doença social". Ele sustentou que, mesmo para aqueles que estão nos extremos da pobreza, "não pode haver nenhuma questão de revolução cega"; preferível era uma "educação firme e cheia de propósito".

## Principais obras

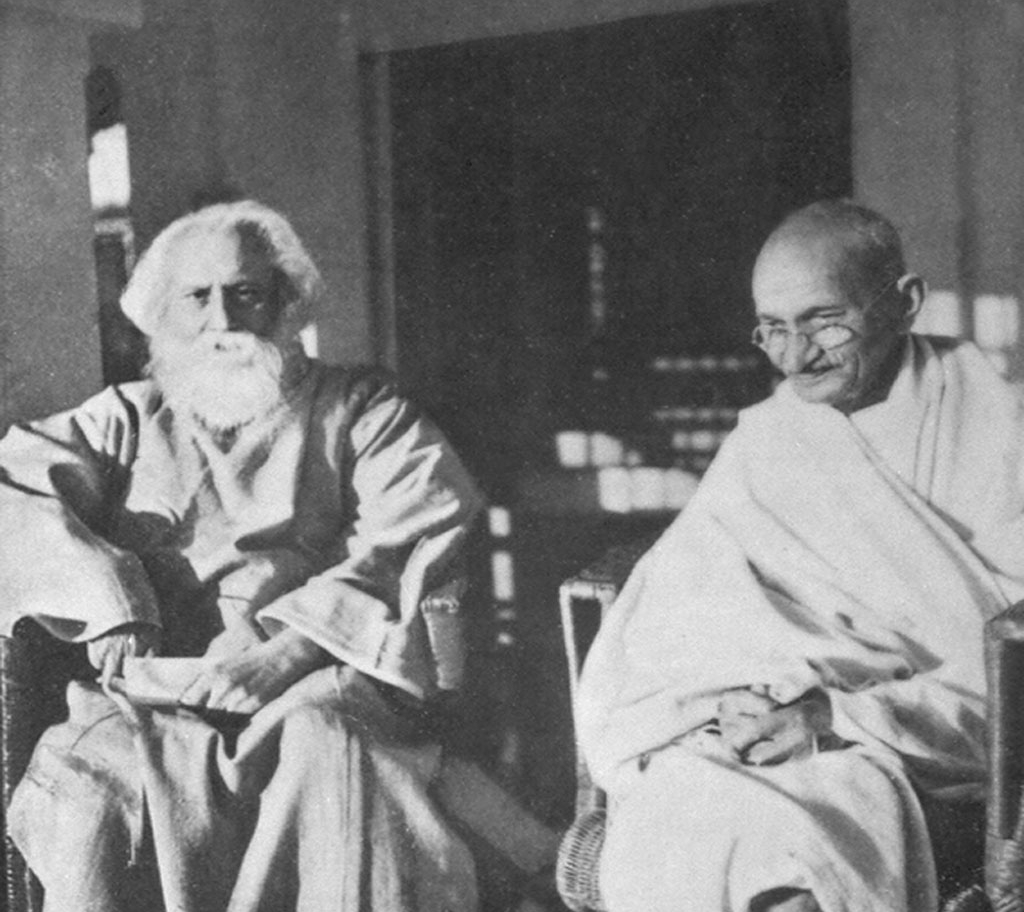
Rabindranath Tagore e o Mahatma Gandhi.

Contos e romances
- Gora (1910)
- Ghare-Baire (1916) [A Casa e o Mundo]
- Yogayog (1929) [Contracorrentes]

Poesia
- Manasi (1890) [O Ideal]
- Sonar Tari (1894) [O Barco de Ouro]
- Gitanjali (1910) [Ofertas de Música]
- Raja (1910) [O Rei da Câmara Escura]
- Dakghar (1912) [A Agência dos Correios]
- Gitimalya (1914) [Grinalda de Canções]
- Achalayatan (1912) [O Imóvel]
- Gardener (1913) [O Jardineiro]
- Balaka (1916) [O Voo dos Grous]
- Fruit-Gathering (1916) [Colheita de Frutas]
- The Fugitive (1921) [O Fugitivo]
- Muktadhara (1922) [A Cachoeira]
- Raktakaravi (1926) [Oleandros Vermelhos]

## Difusão lusófona

### Brasil
Desde 1914, diversos tradutores publicaram poemas de Tagore. O Brasil é o país onde houve a maior difusão tagoreana, depois de Bangladesh, Índia e Itália. Cecília Meireles tornou-se uma das expoentes recentes mais conhecidas a se empenhar em sua divulgação, tendo recebido em 1953, por suas traduções, Doctor honoris causa pela Universidade de Déli.

#### Atribuições em psicografias
O médium brasileiro Divaldo Pereira Franco escreveu cinco psicografias atribuídas ao espírito de Rabindranath Tagore: Filigranas de Luz (1958), conjunto de poesias, ditado por vários anos; Estesia (1958), conjunto de poesias; Os caminhos do amor, poesias; e partes em Momentos de Renovação e Sementeira da Fraternidade. O médium conta que o espírito apareceu-lhe pela primeira vez em 1949, a partir de quando começou a lhe ditar, e que em 1958 o médium Chico Xavier recebera uma mensagem de Tagore com dedicatória a Divaldo, antes de este publicar a primeira psicografia ao espírito, da qual teve conhecimento apenas posteriormente e que foi publicada em fotocópia. O biógrafo espírita Washington N. L. Fernandes comparou algumas psicografias com poesias publicadas em vida de Tagore e considera traços de autenticidade evidenciados por características presentes em ambas.